# Nesozineus griseolus
Nesozineus griseolus är en skalbaggsart som beskrevs av Hoffmann 1984. Nesozineus griseolus ingår i släktet Nesozineus och familjen långhorningar. Inga underarter finns listade i Catalogue of Life.